# Piediluco
Piediluco è una frazione di 1 007 abitanti del comune di Terni. Sorge in riva al lago di Piediluco e a breve distanza dalla cascata delle Marmore.

## Storia

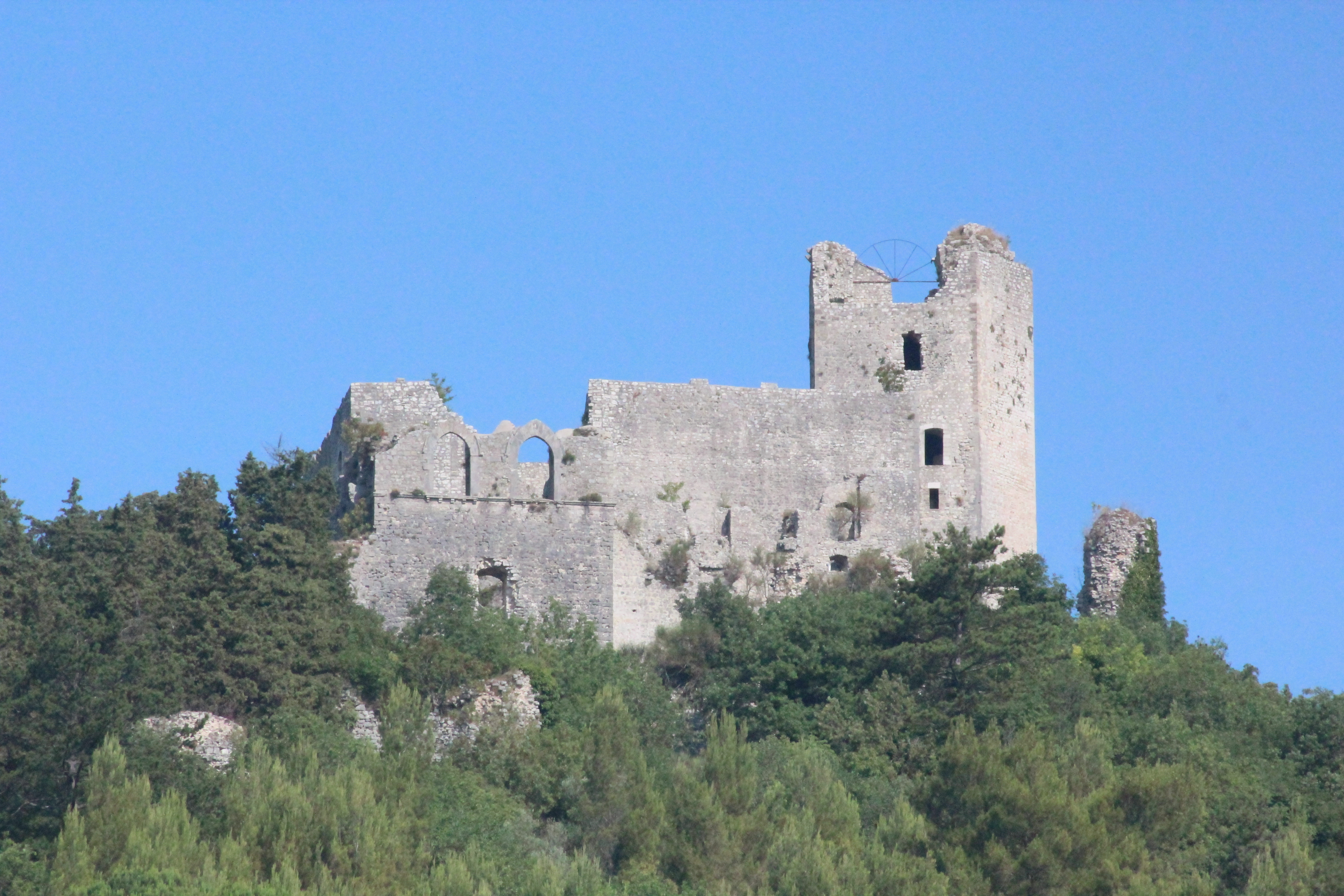
Vista dei resti della Rocca

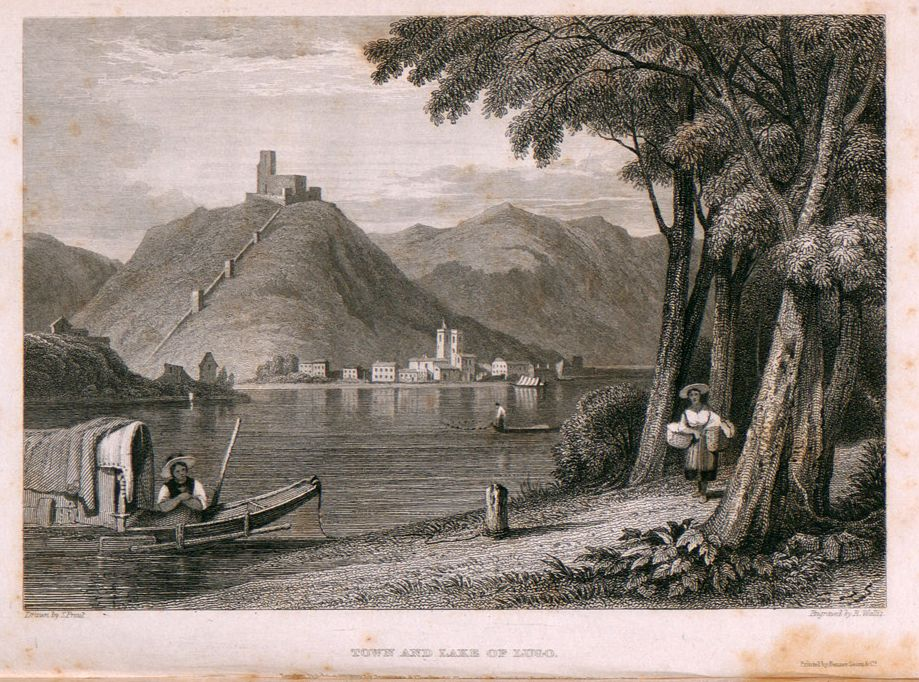
Piediluco. Tavola tratta da Tourist in Italy, 1831

Scavi archeologici nella zona hanno permesso di ritrovare resti di insediamenti risalenti alla tarda Età del Bronzo. In seguito venne conquistata dai Sabini e, a partire dalla metà del III secolo a.C., passò ai Romani.
In un documento del 1028 si citano il Castello de Luco (sulla sommità del monte della Rocca, dal latino lucus, bosco sacro) e la curtem de Postro (in riva al lago), come un possedimento di tale Bernardo D'Arrone, feudatario del luogo, che lo concede ai monaci dell'abbazia di Farfa. La Rocca era caratterizzata da un mastio con torre quadrangolare, di cui ora rimangono solo i resti. In basso sorgeva un piccolo villaggio, nella zona chiamata il Colle.

Nel 1208, san Francesco passò in questo paese. Nel 1244 Federico II passò quei luoghi ai Brancaleoni, che fortificarono il castello.

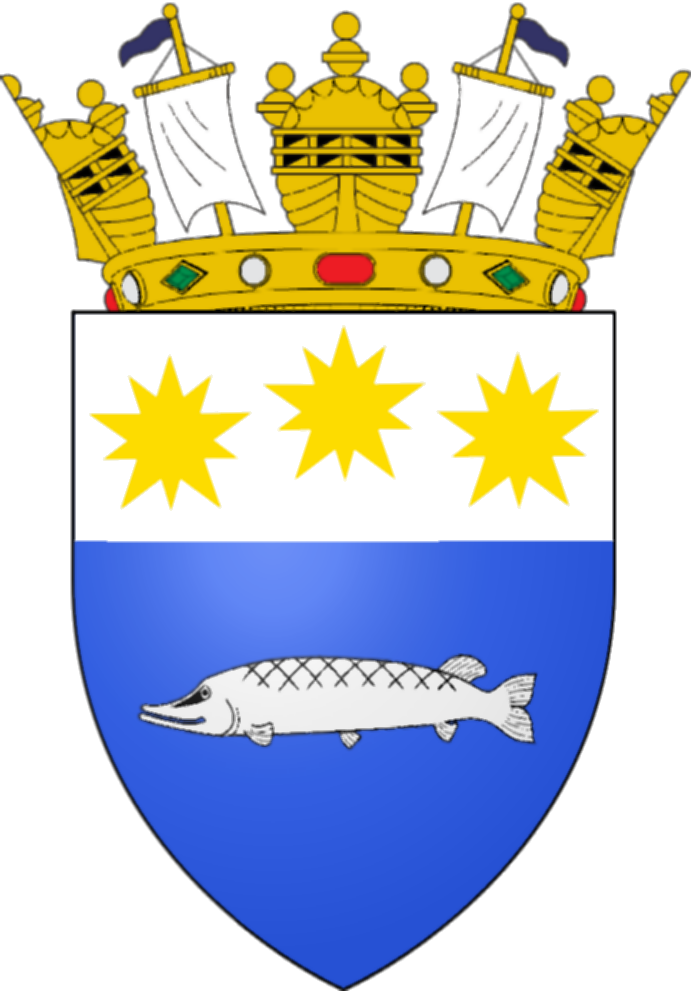
Stemma del Comune di Piediluco (soppresso nel 1927)

Nel 1330, Rieti e Spoleto si allearono per distruggere la rocca (una roccaforte ghibellina), ma furono fermati in questo intento da papa Benedetto XII. 
Nel 1364, Blasco Fernando di Belviso acquistò dai Brancaleoni la Rocca e la ingrandì. Egli venne ucciso nel 1368 durante una rivolta; l'anno successivo, truppe pontificie inviate da papa Urbano V e comandate da Ugolino da Montemarte, catturarono, processarono sommariamente e giustiziarono 50 uomini del paese.
Dal 1393 al 1439 fu dominio dei Trinci di Foligno, che lo dotarono di un nuovo statuto (Statuta Castri Pedisluci). Successivamente, papa Eugenio IV lo sottomise alla potestà pontificia e nel 1453 papa Nicola V lo rese signoria del capitano di ventura reatino Matteo Poiani. Nel 1578 il feudo fu diviso tra i Poiani e i Farrattini-Poiani di Amelia.
Negli anni successivi, tutti i beni feudali passarono ai conti Pianciani, che li cedettero ai baroni Franchetti alla fine del XIX secolo.
Risale proprio a questo periodo il grande balzo di notorietà di Piediluco, grazie al fatto di essere spesso inserito nel Grand Tour assieme alla visita alle cascate delle Marmore.
Nel 1927 Piediluco, fino ad allora comune autonomo appartenente alla provincia di Perugia, venne accorpato con un regio decreto-legge al comune di Terni, di cui fa tuttora parte.

## Monumenti e luoghi d'interesse

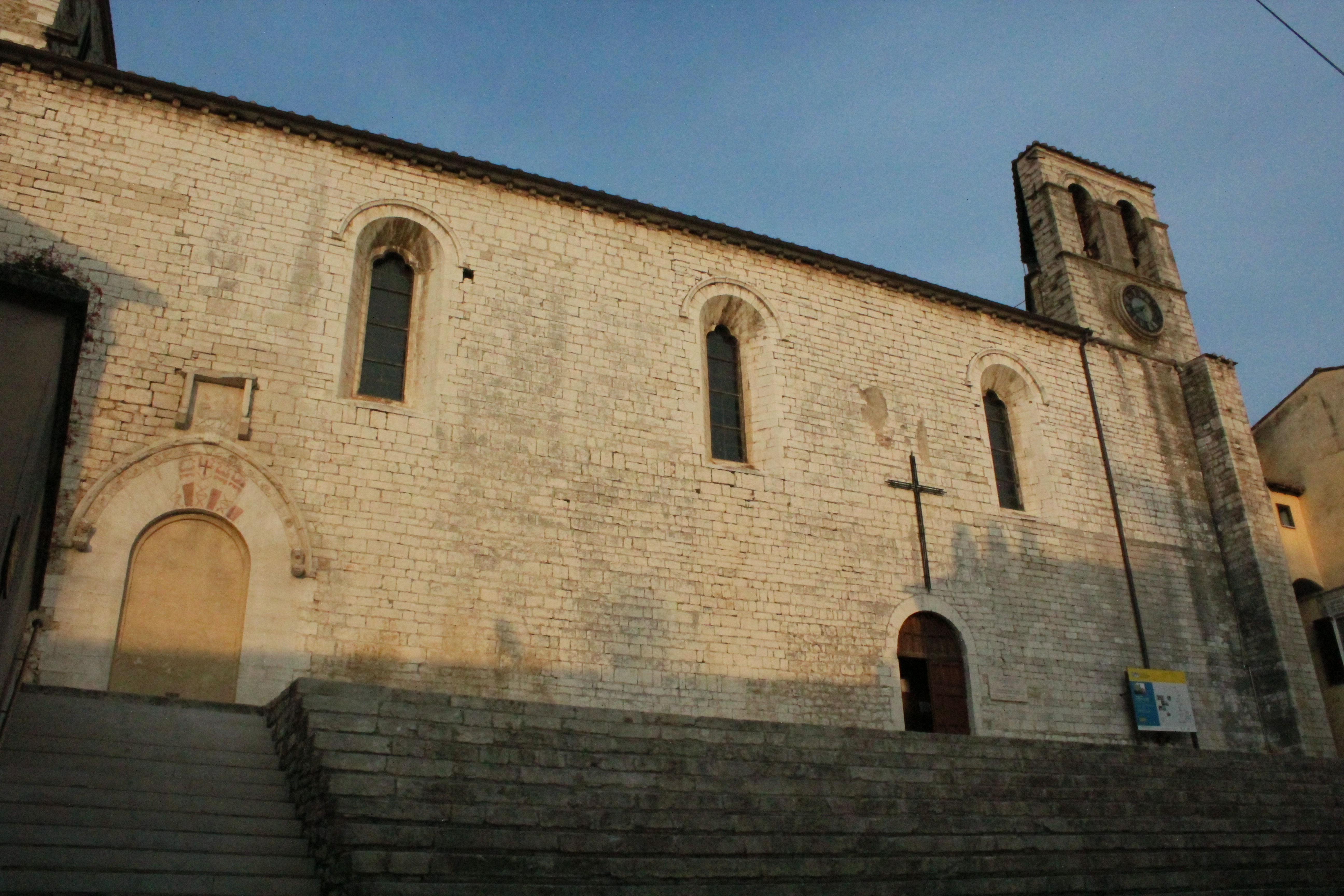
Vista della facciata della Chiesa e Santuario di San Francesco di Piediluco

All'interno del territorio comunale è possibile rinvenire diversi monumenti e luoghi di interesse.

### Architetture civili e militari

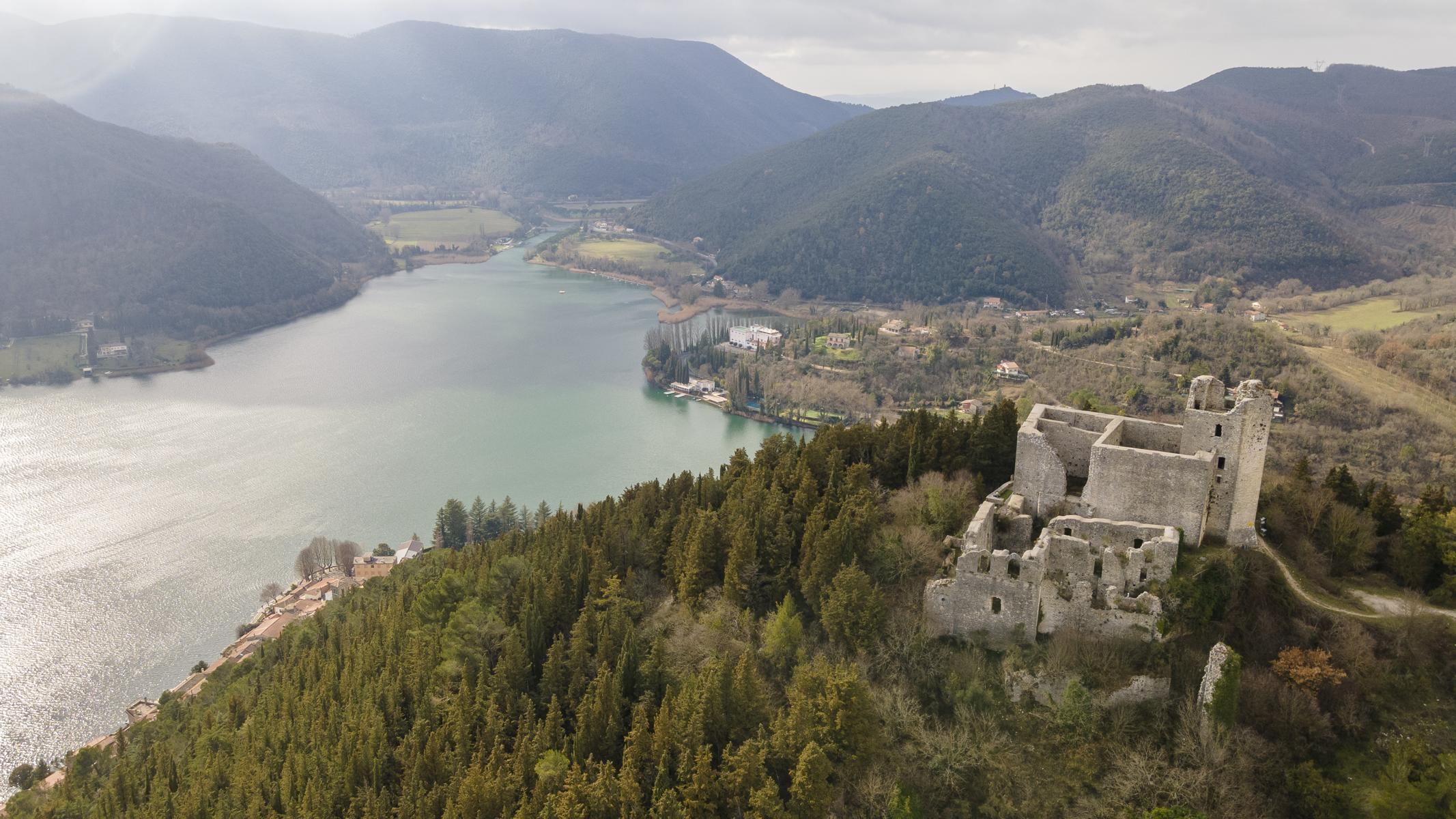
La Rocca Albornoz o Castello di Luco sul monte Luco, con il lago di Piediluco sullo sfondo.

- Rocca Albornoz. Abbandonata sul finire del 1700, la rocca, è posta sulla cima del Monte Luco e fu costruita anteriormente all’anno mille, quale avamposto di Spoleto. È stata costruita sulle rovine del precedente castello di Luco, che fu parte del feudo degli Arroni e poi donato all'abbazia di Farfa nel 1028. Durante il XIII secolo, con la nascita del paese, sulle rive del lago, il castello passò ai Brancaleoni, ritrovandosi così nel mezzo delle famose guerre tra fazioni pontificie e imperiali (Guelfi e Ghibellini), durante le quali venne assediato dalle vicine Rieti e Spoleto fino ad essere distrutto. La rocca era il centro di un sistema difensivo molto complesso, costituito da una serie di cinte murarie e torri di avvistamento, di cui oggi rimangono pochi resti nascosti dalla vegetazione. È costituita da due parti distinte: la rocca vera e propria con funzioni di difesa ed un fabbricato residenziale chiamato Palazzo dei Brancaleoni che era la residenza dei signori omonimi. Nel 1333 fu occupata dalle truppe papali di Roberto D'Angiò. Passò così sotto Blasco Fernando di Belvisio nel 1364, governatore del ducato di Spoleto nonché cugino del cardinale Albornoz, che la fece ricostruire. Un potenziamento dato del potere papale che Albornoz portò avanti in tutta l'Umbria. Nel 1368 Blasco e il figlio Garcia vennero uccisi dagli abitanti di Piediluco scontenti del potere papale. Tremenda la vendetta di Spoleto e della Chiesa, che misero a ferro e fuoco la rocca e il paese, impiccando tutti i responsabili. Piediluco tentò comunque ripetutamente di sottrarsi al potere papale, favorendo le mire espansionistiche di Terni e di Spoleto. La prima estese la propria giurisdizione su tutto il lago, la seconda esercitò il pieno dominio sulla rocca, almeno sino al 1513 quando fu costretta a riconsegnarla al Papa. La rocca porta il nome del Cardinale Egidio de Albornoz, che ne fu il patrocinatore, ma che in realtà fu edificata da suo cugino, Blasco, a protezione dei territori dello Stato pontificio. L’intero territorio andò direttamente sotto l'ala pontificia di Urbano V e ceduto appunto a Blasco Ferdinando di Belvisio che costruì la rocca proprio sulle rovine di quel castello di Luco che fu roccaforte ghibellina e che così divenne simbolo della vittoria guelfa.
- Il Palazzo Comunale, Palazzo Poiani, Palazzo del Podestà. Si tratta di tre edifici risalenti al cinquecento. Alcuni di essi ospitano attualmente alcuni uffici pubblici;
- L'ex scuola elementare di Piediluco e Villa Manini (inizio novecento). Si tratta di due edifici probabilmente realizzati dall'architetto Angelo Guazzaroni che contengono decorazioni del pittore reatino Antonino Calcagnadoro;
- Villalago (fine XIX secolo). Villa fatta costruire in stile neoclassico dal barone Eugenio Franchetti per trascorrervi le vacanze, è attualmente di proprietà pubblica. Nel complesso sono presenti anche un vasto parco con più di trenta specie di orchidee spontanee, alcune ex scuderie e un anfiteatro da 920 posti.
- L'ex chiesa di S. Maria del Colle (XI-XII secolo), in stile romanico, fu abbandonata nel XVIII secolo, ristrutturata di recente e oggi adibita ad auditorium.
- Targa a Galilei: percorrendo il percorso del lungolago è possibile inoltre osservare una targa in ricordo di uno degli esperimenti compiuti nel paese nel 1624 da Galileo Galilei per dimostrare il principio di relatività[3]

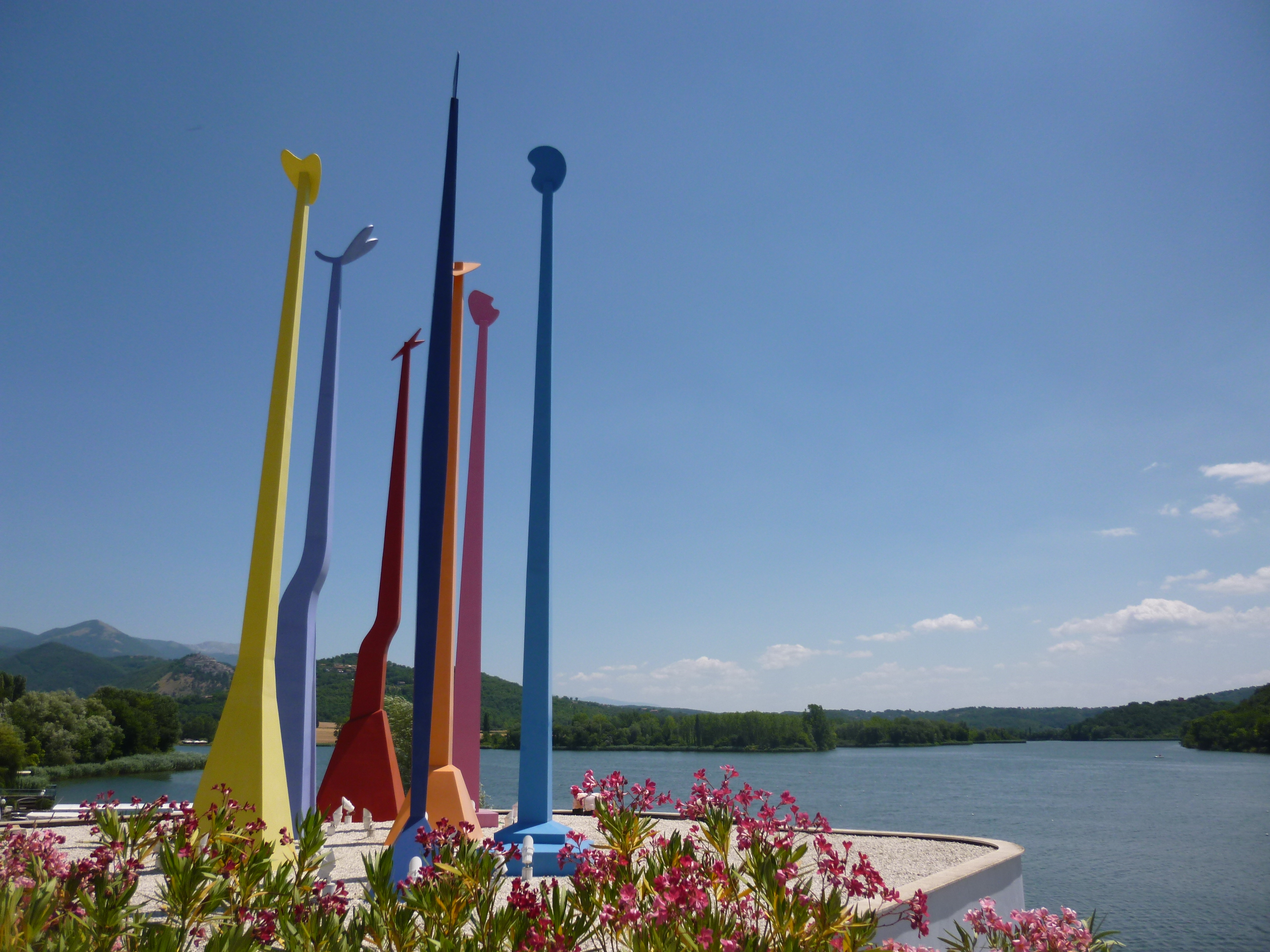
L'opera Le libertà di Giulio Turcato

- L'opera Le libertà di Giulio Turcato: si trova sul lungolago ed è composta da sette sculture in ferro, originariamente installate nel 1989 all'interno del centro remiero, poi restaurate e collocate nell'attuale sede nel 2009.[4]

### Architetture religiose
- Il santuario di San Francesco. Edificato alla fine del XII secolo, venne terminata nel 1338 in ricordo della visita di San Francesco nel paese. Ad oggi è utilizzato come chiesa principale e al suo interno è possibile rinvenire alcuni reperti romani e un capitello, oggi utilizzato come acquasantiera;
- I resti della chiesa di Sant'Ermete (ca. 1000), una delle più antiche chiese romaniche individuate nel territorio;
- La chiesa della Madonna della Maestà (inizio XVI secolo). Situata presso il Vecchio cimitero, è talvolta ancora utilizzata per le funzioni religiose;

## Cultura

### Cinema
Il borgo di Piediluco viene citato in un episodio della fiction RAI Un medico in famiglia 9 nell'episodio La scelta di Anna. Villalago è stata scelta anche come location per girare alcuni film, tra cui La caduta degli dei del regista Luchino Visconti e Il giardino dei ciliegi di Anton Čechov diretto da Antonello Aglioti.
Vi sono state girate alcune scene de Il vegetale di Gennaro Nunziante con Fabio Rovazzi e Luca Zingaretti.

## Economia

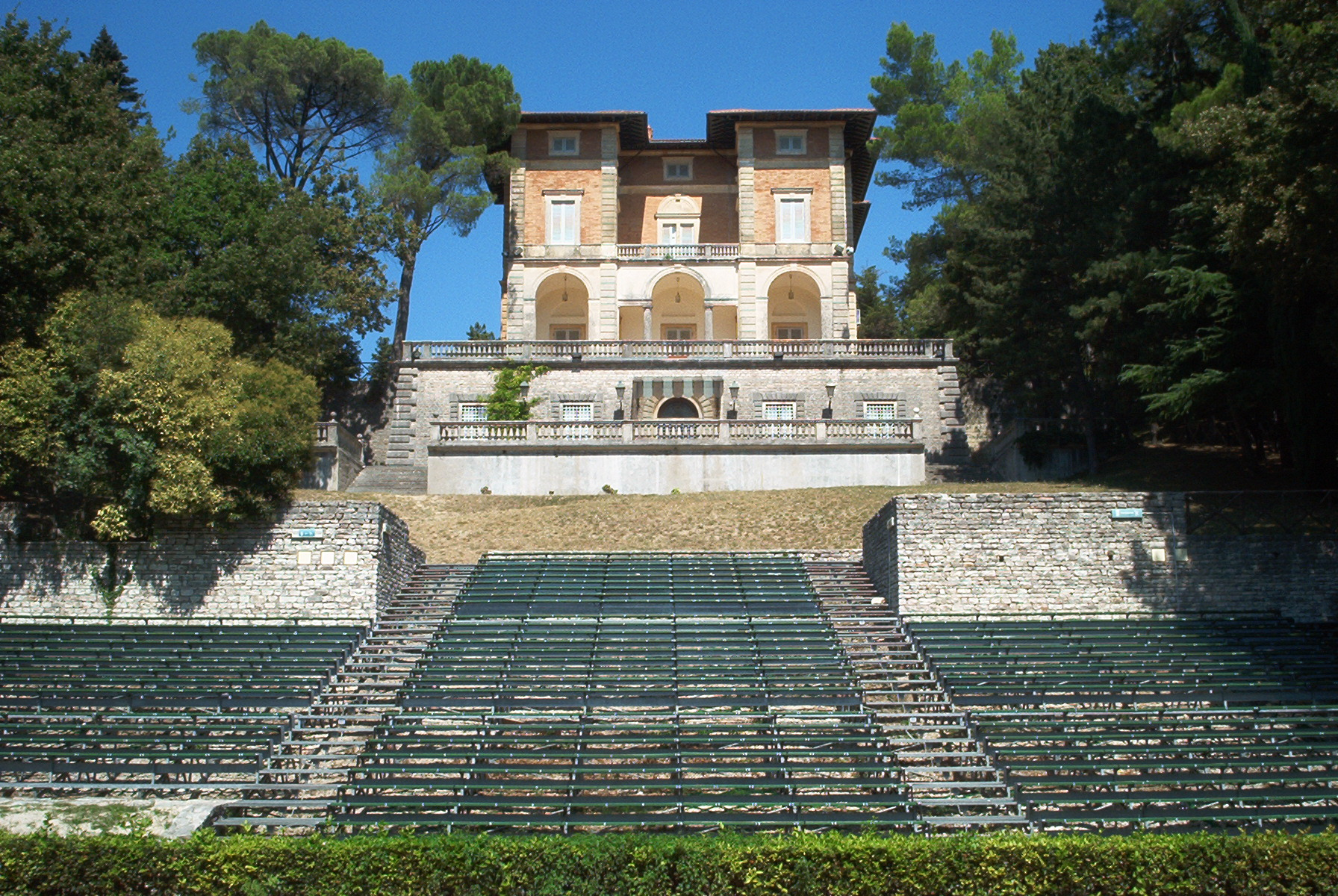
Veduta della villa di Villalago e delle gradinate per i concerti

In passato l'economia di Piediluco era prevalentemente a carattere agricolo, integrata con la pratica della pesca.

### Turismo
Oggi un'importante fonte di reddito proviene dal turismo, con particolare riferimento a quello legato alle manifestazioni remiere.
Il complesso di Villalago, negli anni sessanta e settanta, ospitò diverse iniziative culturali come le prime edizioni di Umbria Jazz e il concorso pianistico intitolato ad Alessandro Casagrande.
Tra le manifestazioni organizzate attualmente nel paese, si ricordano la celebrazione del solstizio d'estate con la Festa delle Acque, tradizione tramandatasi nel tempo e che prevede eventi culturali e folkloristici che si concludono con una sfilata di barche allegoriche sul lago e il Baccanale, cena propiziatoria in onore del dio Bacco organizzata generalmente nel periodo di ferragosto all'interno della Rocca.
Ulteriori manifestazioni che vengono realizzate durante il periodo estivo nel paese sono Piediluco in musica (dal 2014 piedilucofestival), un festival che prevede concerti di musica classica e attività di studio per musicisti con artisti e docenti di fama internazionale, Il carbonaretto d'oro, concorso nazionale per giovani cantanti e Verdi Germogli, riservato a bambini e ragazzi vincitori di concorsi nazionali canori.

## Infrastrutture e trasporti

### Strade
Il paese sorge lungo la strada regionale 79 Ternana, la vecchia strada statale di collegamento tra Rieti e Terni; una breve variante costruita negli anni Sessanta circonvalla l'abitato, evitando al traffico pesante di attraversarlo.
Più recentemente la SR 79 è stata sostituita dalla superstrada Rieti-Terni, una strada a scorrimento veloce che passa nella valle del Velino (a circa cinque chilometri dal paese) e lo serve con lo svincolo "Piediluco-Marmore".

### Ferrovie
Nella valle del Velino passa inoltre la ferrovia Terni-Rieti-L'Aquila. Fino al 1980 il paese era servito dalla stazione di Piediluco, posta a circa quattro chilometri dall'abitato, ma in quell'anno la stazione fu soppressa; oggi Piediluco è servito dalla poco più lontana stazione di Marmore (6 km).

## Sport

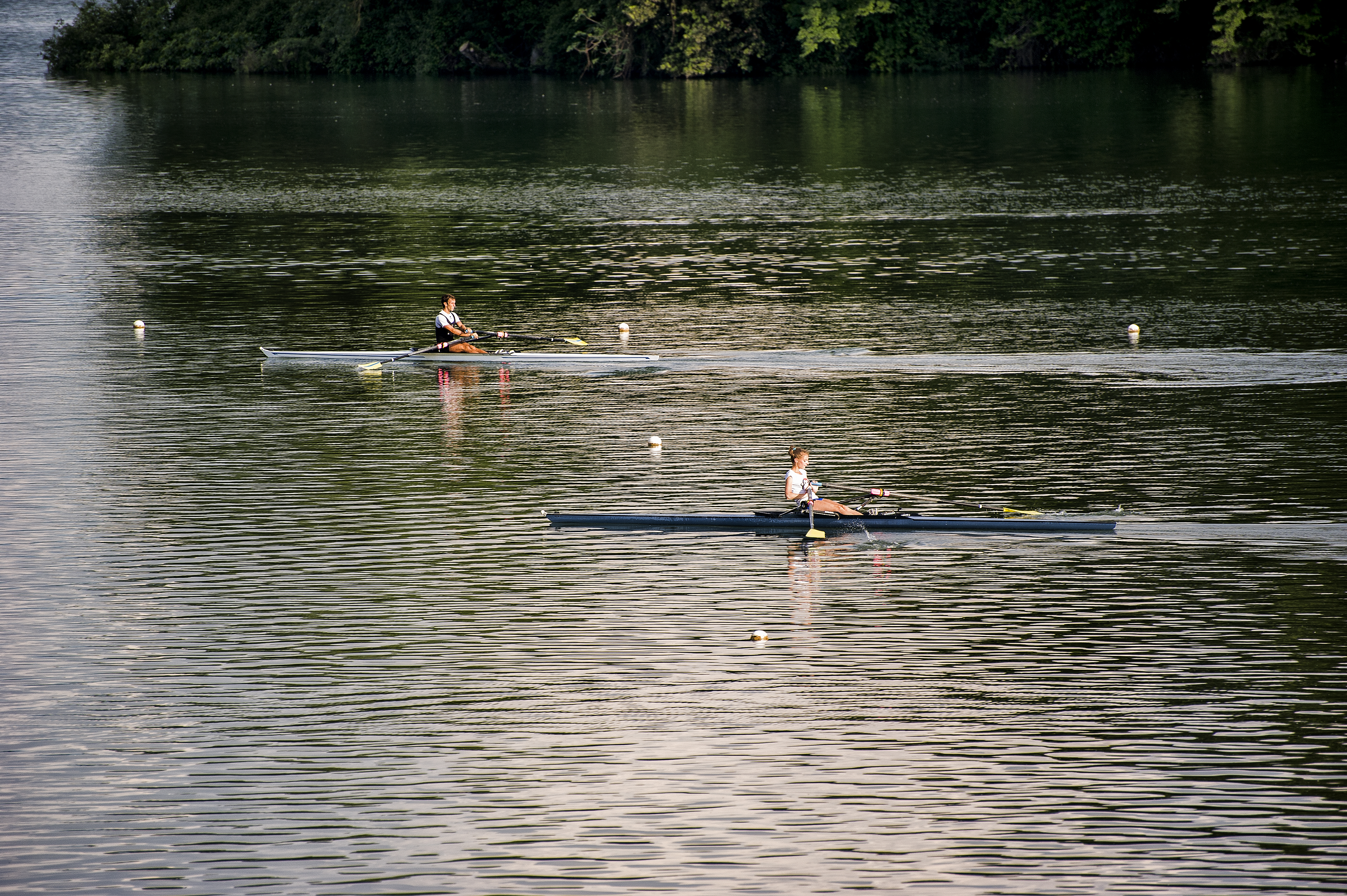
Canottieri sul lago di Piediluco

Il lago di Piediluco è un luogo celebre per la pratica di canottaggio, canoa e kayak: infatti vi ha sede il centro nazionale di preparazione olimpica di canottaggio, ed è stato sede di gare nazionali e internazionali di tale disciplina.
Nell'area di Piediluco si pratica inoltre il trekking, l'enduro e la mountain bike lungo i percorsi che girano intorno al perimetro del lago e attraverso i sentieri più adrenalinici della rocca, di Mazzelvetta e della Madonna dell'eco sul Monte Caperno.